# 鍾振玉
鍾振玉（？—1908年），贵州安龙人，清朝末期政治人物。

## 生平
早年就读于贵州官立法政学堂，后与教员张鸿藻成立自治学社，办理《自治学社杂志》，与当时贵州的宪政派对抗。光绪二十四年，成立贞丰仁学会。光绪三十四年，成立贵州自治学社贞丰分社，其担任贵州省谘议局全局委员会委员长。不久去世。